# 曾守意
曾守意（16世紀—17世紀），字戒欺，四川重慶府忠州墊江縣人，明朝、南明政治人物。

## 生平
曾守意是天啟七年（1627年）四川鄉試舉人，崇禎年間擔任桐廬知縣，任內強政勵治，表面嚴厲實則寬恕，縣治寄寓在道觀，不勞民傷財建造新官舍；不久調任蘭谿，上疏能得酉石土司的要領，弘光年間改任陝西司主事、員外郎，和卜象乾、王傚通、鄭洪猷、潘湛、袁定、劉延禟、朱輅、孔尚則、傅箕孺、宋祖乙、費景烷、張萬選、張景韶、夏供佑、王質、董祖嘗、王政敏、陸慶衍、汪鉉、陳儒樸、吳伯尚、陳謙、汪姬生、賈應寵共事，後事不詳。

## 引用
1. 1 2  錢海岳《南明史·卷三十一·列傳第七》：（弘光）時刑部先後司官之可紀者，為卜象乾、王傚通、鄭洪猷、潘湛、袁定、劉延禟、朱輅、孔尚則、傅箕孺、宋祖乙、費景烷、張萬選、張景韶、夏供佑、王質、董祖嘗、曾守意、王政敏、陸慶衍、汪鉉、陳儒樸、吳伯尚、陳謙、汪姬生、賈應寵云。……守意，字戒欺，綿竹【墊江】人。天啟七年舉於鄉，授蘭谿知縣。疏言能得酉石土司要領。遷陝西司主事、員外郎。
2. ↑  乾隆《桐廬縣志·卷八·官師》：曾守意，四川舉人，英才勵治，內寬恕而外嚴明，時縣治回祿後官舍寄於道觀，經營創建不費民財，甫一載調瀫陽【蘭谿】。